# Correlación parcial
El coeficiente de correlación parcial de primer orden, anotado aquí {\displaystyle r_{AB.C}}, permite conocer el valor de la correlación entre dos variables A y B, si la variable C había permanecido constante para la serie de observaciones consideradas.
Dicho de otro modo, el coeficiente de correlación parcial {\displaystyle r_{AB.C}} es el coeficiente de correlación total entre las variables A y B cuando se les retiró su mejor explicación lineal en término de C.

## Fórmula
La correlación parcial de A y B, manteniendo C constante viene dada por:

{\displaystyle r_{AB.C}={\dfrac {r_{AB}-r_{AC}r_{BC}}{{\sqrt {1-r_{AC}^{2}}}\cdot {\sqrt {1-r_{BC}^{2}}}}}}

donde:
{\displaystyle r_{AB}} es el coeficiente de correlación convencional entre A y B.
{\displaystyle r_{AC}} es el coeficiente de correlación convencional entre A y C.
{\displaystyle r_{BC}} es el coeficiente de correlación convencional entre B y C.

### Demostración geométrica
La demostración más rápida de la fórmula consiste en apoyarse en la interpretación geométrica de la correlación (coseno). Las series de observaciones A, B y C, una vez centradas reducidas, son vectores centrados OA, el OB, OC de longitud unidad:
Sus extremidades determinan un triángulo esférico ABC, el que los lados a, b y c " son los arcos de grandes círculo BC, AC y AB. Los coeficientes de correlaciones entre estos vectores son {\displaystyle r_{BC}=cos(a)}, {\displaystyle r_{AC}=cos(b)} y {\displaystyle r_{AB}=cos(c)}. Entonces la ley fundamental de los triángulos esféricos da, para el ángulo C, la relación siguiente entra coseno:

{\displaystyle \cos(C)={\dfrac {\cos(c)-\cos(a)\cos(b)}{\sin(a)\sin(b)}}={\dfrac {\cos(c)-\cos(a)\cos(b)}{{\sqrt {1-\cos ^{2}(a)}}{\sqrt {1-\cos ^{2}(b)}}}}}

Lo mismo que c está el ángulo entre los puntos A y B, vistos por el centro de la esfera, C está el ángulo esférico entre los puntos A y B, vistos por el punto " C " en la superficie de la esfera, y {\displaystyle r_{AB.C}=\cos(C)} es la « correlación parcial » entre A y B cuando C es fijado.